# Onafhankelijke Staat Montenegro
De Onafhankelijke Staat Montenegro (Montenegrijns: Краљевина Црна Гора, Kraljevina Crna Gora) was een protectoraat op de Balkan tijdens de Tweede Wereldoorlog onder de asmogendheden van het koninkrijk Italië (1941-1943) en later onder nazi-Duitsland (1943-1944).

## Geschiedenis
Na de invasie van Joegoslavië door nazi-Duitsland en het fascistische Italië op 6 april 1941 gaf het koninklijke Joegoslavische leger zich al snel over. Sekula Drljević, de leider van de Montenegrijnse federalisten in het koninkrijk Joegoslavië vestigde het Voorlopig Administratieve Comité van Montenegro dat opereerde als een collaborerend orgaan van Italië. Op 5 mei 1941 werd het Comité echter al opgeheven en werd de Raad van Montenegro opgericht onder Italiaanse bezetting.
Koning Victor Emanuel III van Italië, die onder invloed stond van zijn vrouw Helena van Montenegro (dochter van koning Nicolaas I van Montenegro), stelde aan Mussolini voor om van Montenegro een onafhankelijke staat te maken tegen de wil in van de fascistische Kroaten van Ante Pavelić en de Albanezen die Montenegro voor zichzelf wilden. De Onafhankelijke Staat Montenegro ("protectoraat") werd gecreëerd onder fascistische controle toen Krsto Zrnov Popović terugkeerde van zijn ballingschap in Rome. Hij zou de Zelenaši (groene partij) gaan leiden, die sinds 1918 bestonden om de onafhankelijke Montenegrijnse monarchie opnieuw in te voeren. Zij werden ook de Lovćenbrigade genoemd.
Het "protectoraat" was in naam een koninkrijk, hoewel prins Michaël van Montenegro nooit de kroon aanvaardde.
In 1942 brak er een burgeroorlog uit tussen de partizanen en de Četniks. De grenzen van het land waren ook niet altijd even duidelijk. De regio Sandžak werd bij het land gevoegd. Montenegro leek echter enkel op papier te bestaan omdat het zogenaamde grondgebied na de lente van 1942 niet door de zogenaamde regering gecontroleerd werd. De Baai van Kotor werd geannexeerd aan de Dalmatische provincie van het koninkrijk Italië tot september 1943.
In oktober 1943 werd Sekula Drljević verbannen uit Montenegro. Hij vormde De Montenegrijnse Staatsraad in de Onafhankelijke Staat Kroatië in 1944 en probeerde zo een regering in ballingschap te vormen.
Intussen annexeerde Ante Pavelić in september 1943 het protectoraat en de Italiaanse provincie Kotor. Alle Montenegrijnen bleven echter onder Duitse controle en er heerste een hevige en bloedige guerrillaoorlog die het gebied verwoestte.
In december 1944 trokken de Duitse troepen zich terug uit Montenegro en de partizanen van Tito begonnen het gebied te controleren waarna het land Montenegro officieel ophield te bestaan.
In de periode 1941-1944 werden tienduizenden onschuldige burgers vermoord door de nazi's.

## Gouverneurs
- Mihajlo Ivanović (17 mei 1941 - 23 juli 1941)
- Serafino Mazzolini 19 april 1941 - 23 juli 1941)
- Alessandro Pirzio Biroli (23 juli 1941 - 13 juli 1943)
- Curio Barbasetti di Prun (13 juli 1943 - 10 september 1943)
- Theodor Geib (10 september 1943 - 1 juni 1944)
- Wilhelm Keiper (1 juni 1944 - 15 december 1944)

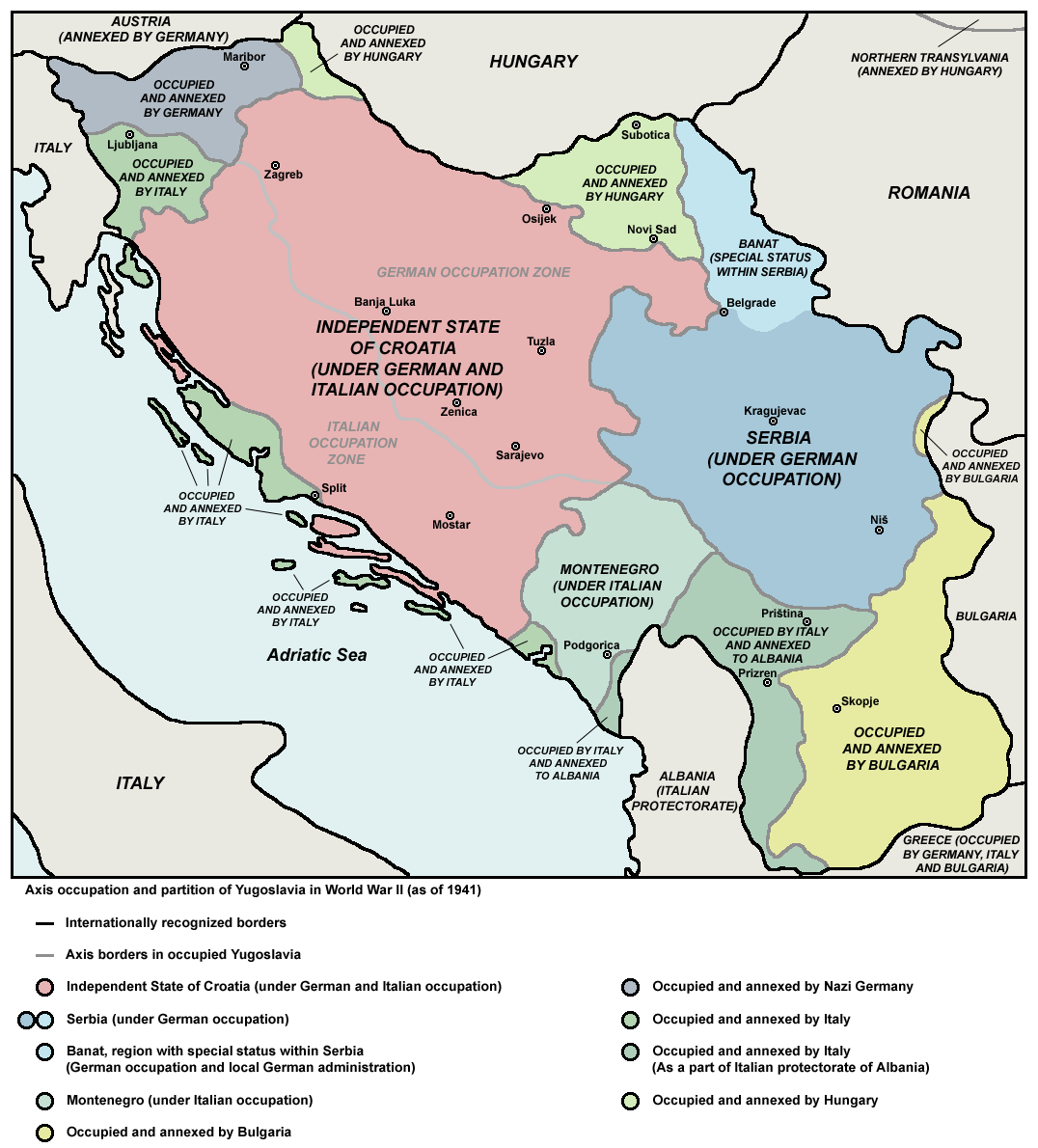
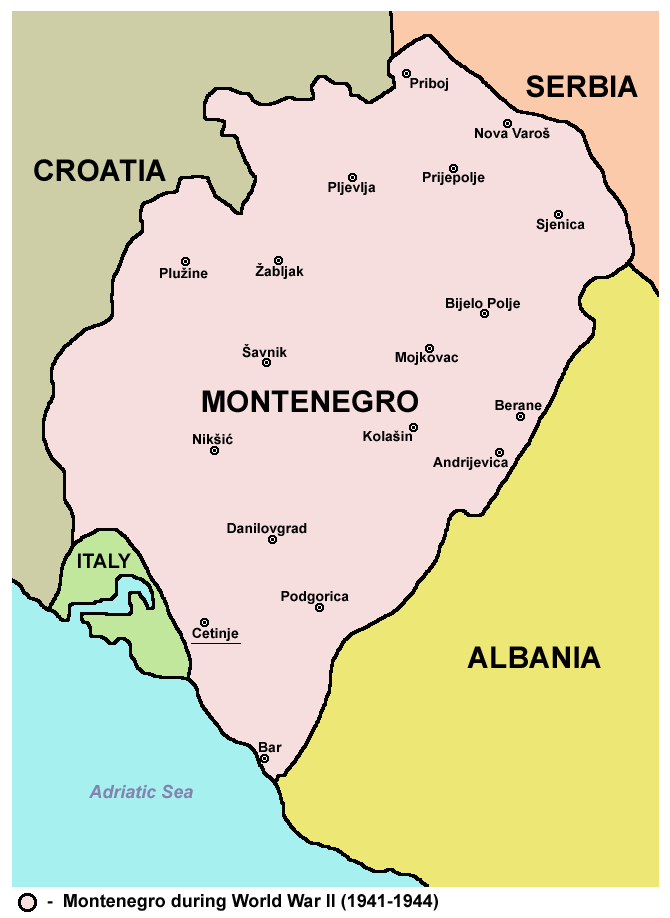
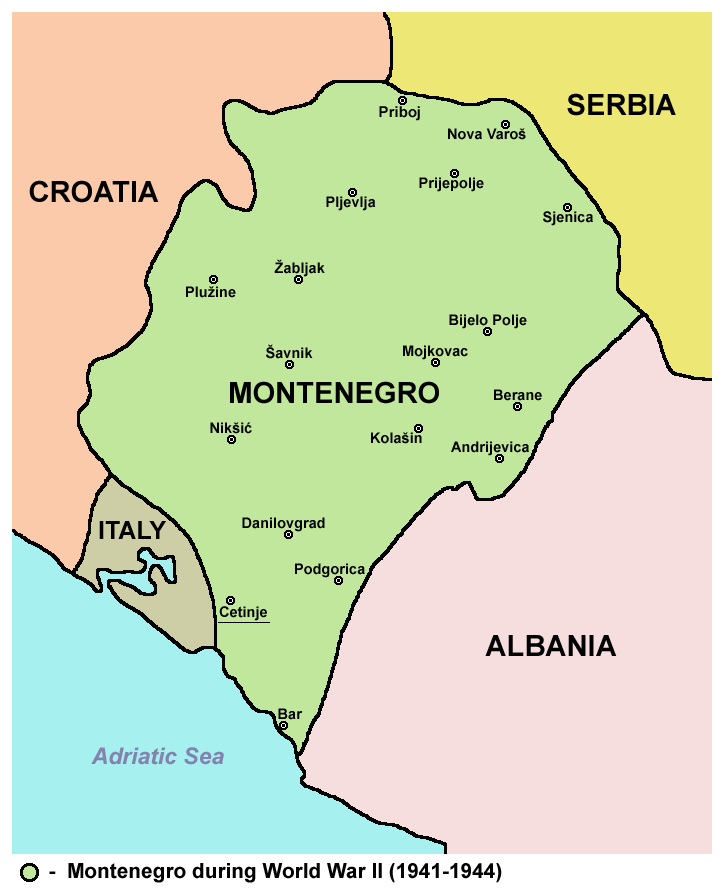